# دریای هومبولت
دریای هومبولت (به لاتین: Mare Humboldtianum) یکی از دریاوارهای کره ماه است.
دریای هومبولت در لبه شمال شرقی ماه و در شرق دریای سرما قرار گرفته و محدوده آن تا سمت پنهان ماه ادامه می‌یابد.
دریای هومبولت در حوضه هومبولت جای گرفته و مواد خاک آن مربوط به دور شهدی است.
مختصات ماه‌نگاشتی این دریاوار °۵۶٫۸ شمالی و °۸۱٫۵ شرقی و قطر آن ۲۷۳ کیلومتر است.
این دریاوار به افتخار الکساندر فون هومبولت و به خاطر کاوش‌هایش در سرزمین‌های ناشناخته نام‌گذاری شده‌است. دریای هومبولت و دریای اسمیت تنها دریاوارهایی در ماه هستند که به نام شخصیت‌ها نام‌گذاری شده‌اند.
|                                                                  |  |  |
| محل دریای هومبولت بر سطح ماه. (سمت چپ) دریای هومبولت. (سمت راست) |  |  |